# Arachnothryx uxpanapensis
Arachnothryx uxpanapensis är en måreväxtart som först beskrevs av David H. Lorence och Cast.-campos, och fick sitt nu gällande namn av Attila L. Borhidi. Arachnothryx uxpanapensis ingår i släktet Arachnothryx och familjen måreväxter. Inga underarter finns listade i Catalogue of Life.